# Polissíndeto
 Polissíndeto é uma figura de linguagem - figura de construção ou sintática que consiste no emprego repetitivo da conjunção entre as orações de um período ou entre os termos de oração e geralmente é a conjunção "e", "nem" ou "mas".
Um exemplo pode encontrar-se neste excerto de Luca Faria Filgencio: 
"Tudo é seco e mudo e de mistura;
Também mudando eu fiz outras cores".
Outro exemplo de Euclides da Cunha—que constitui também uma anáfora—:
"E sob as ondas ritmadas
E sob as nuvens e os ventos
E sob as pontes e sob o sarcasmo
E sob a gosma e sob o vomito"
Outro exemplo de Euclides fadas [...] e os desenrolamentos, e os incêndios, e a fome, e a sede; e dez meses de combates, e cem dias de cancioneiro contínuo; e o esmagamento das ruínas..." (em Os Sertões).
Outro exemplo de Olavo Bilac:
"Longe do estéril turbilhão da rua,
Beneditino, escreve! No aconchego
Do claustro, na paciência e no sossego,
Trabalha, e teima, e lima, e sofre, e sua!"
Outro exemplo:
"E eu morrendo! E eu morrendo!
Vendo-te, e vendo o sol, e vendo o céu, e vendo
Tão bela palpitar nos teus olhos, requerida,
A delícia da vida! A delícia da vida.
Outro caso de polissíndeto pode verificar se num poema de vasco graça moura : " fico eu com as verdades tão duras , sem exagero e angústias e ansiedades e agonia e desespero ..."